# Mexico op de Olympische Zomerspelen 2008
Mexico nam deel aan de Olympische Zomerspelen 2008 in Peking, China. Mexico debuteerde op de Zomerspelen in 1900 en deed in 2008 voor de 21e keer mee. Voor het eerst sinds 1984 werden weer meerdere gouden medailles behaald.

## Medailleoverzicht
| Sport          | Olympiër                     | Discipline              | Medaille |
| -------------- | ---------------------------- | ----------------------- | -------- |
| Taekwondo      | Guillermo Pérez Sandoval     | -58kg (m)               | Goud     |
| Taekwondo      | Maria del Rosario Espinoza   | +67kg (v)               | Goud     |
| Gewichtheffen  | Damaris Gabriela Aguirre *   | -75kg (v)               | Brons    |
| Schoonspringen | Paola Espinosa Tatiana Ortiz | 10m toren synchroon (v) | Brons    |

* De bronzenmedaille werd Aguirre op 12 januari 2017 alsnog toegekend.

## Deelnemers en resultaten

### Atletiek
| Olympiër                                                                                      | Discipline               | Resultaat | Prestatie                                           |
| --------------------------------------------------------------------------------------------- | ------------------------ | --------- | --------------------------------------------------- |
| Juan Luis Barrios                                                                             | 5000m (m)                | 7e        | serie 1: 7de in 13.42,39 finale: 7de in 13.19,79    |
| David Galván                                                                                  | 10000m (m)               | DNF       | niet gefinisht                                      |
| Juan Carlos Romero                                                                            | 10000m (m)               | 29e       | 28.26,57                                            |
| Alejandro Suarez                                                                              | 10000m (m)               | 35e       | 29.24,78                                            |
| Francisco Bautista                                                                            | marathon (m)             | 66e       | 2:29.28                                             |
| Carlos Cordero                                                                                | marathon (m)             | 32e       | 2:18.40                                             |
| Procopio Franco                                                                               | marathon (m)             | 47e       | 2:23.24                                             |
| David Mejia                                                                                   | 20km snelwandelen (m)    | 36e       | 1:26.45                                             |
| Eder Sánchez                                                                                  | 20km snelwandelen (m)    | 15e       | 1:21.53                                             |
| Mario Iván Flores                                                                             | 50km snelwandelen (m)    | 23e       | 3:58.04                                             |
| Horacio Nava                                                                                  | 50km snelwandelen (m)    | 6e        | 3:45.21                                             |
| Jesús Sánchez                                                                                 | 50km snelwandelen (m)    | 18e       | 3:53.58                                             |
| Gerardo Martínez                                                                              | hoogspringen (m)         | 33e       | kwalificatie groep A: 18de met 2,15m                |
| Giovanni Lanaro                                                                               | polsstokhoogspringen (m) | 25e       | kwalificatie groep A: 13de met 5,45m                |
|                                                                                               |                          |           |                                                     |
| Gabriela Medina                                                                               | 400m (v)                 | 23e       | serie 4: 3de in 51,96 halve finale 1: 8ste in 52,97 |
| Dulce María Rodríguez                                                                         | 10000m (v)               | 27e       | 32.58,04                                            |
| Karla Dueñas Ruth Grajeda Gabriela Medina Zudikey Rodríguez Maria Teresa Rugerio Nallely Vela | 4x400m (v)               | 12e       | serie 2: 5de in 3.30,36                             |
| Karina Pérez                                                                                  | marathon (v)             | 61e       | 2:47.02                                             |
| Madai Pérez                                                                                   | marathon (v)             | 19e       | 2:31.47                                             |
| Patricia Rétiz                                                                                | marathon (v)             | 55e       | 2:39.34                                             |
| Romary Rifka                                                                                  | hoogspringen (v)         | DNF       | kwalificatie groep B: geen geldige poging           |

### Badminton
| Olympiër        | Discipline    | Resultaat | Prestatie                                       |
| --------------- | ------------- | --------- | ----------------------------------------------- |
| Deyanira Angulo | enkelspel (v) | 33e       | 1ste ronde: V van EGY Hosny: 18-21, 21-7, 14-21 |

### Boksen
| Olympiër         | Discipline | Resultaat | Prestatie                                                                                               |
| ---------------- | ---------- | --------- | --- |
| Óscar Valdez     | -54kg (m)  | 17e       | 1ste ronde: V van MGL Badar-Uugan: 4-15                                                                 |
| Arturo Santos    | -57kg (m)  | 5e        | 1ste ronde: W van KEN Okoth: 6-2 2de ronde: W van TUN Shili: 14-2 kwartfinale: V van FRA Djelkhir: 9-15 |
| Francisco Vargas | -60kg (m)  | 9e        | 1ste ronde: W van MAD Soloniaina: 9-2 2de ronde: V van ROU Popescu: 4-14                                |

### Boogschieten
| Olympiër          | Discipline      | Resultaat | Prestatie |
| ----------------- | --------------- | --------- | --- |
| Juan René Serrano | individueel (m) | 4e        | plaatsingsronde: 1ste met 679 punten 1ste ronde: W van SAM Muaausa: 116-88 2de ronde: W van ESP Morillo: 112-111 3de ronde: W van BLR Kunda: 110-106 kwartfinale: W van USA Wunderle: 113-106 halve finale: V van KOR Park: 112-115 bronzen finale: V van RUS Badënov: 110-115 |
| Eduardo Vélez     | individueel (m) | 52e       | plaatsingsronde: 24ste met 660 punten 1ste ronde: V van USA Wunderle: 102-106 |
|                   |                 |           | |
| Mariana Avitia    | individueel (v) | 8e        | plaatsingsronde: 20ste met 641 punten 1ste ronde: W van PRK Son: 112-107 2de ronde: W van POL Sobieraj-Ćwienczek: 110-109 3de ronde: W van GEO Narimnadize: 110-109 kwartfinale: V van PRK Kwon: 99-105                                                                        |
| Aida Román        | individueel (v) | 13e       | plaatsingsronde: 12de met 646 punten 1ste ronde: W van MRI D'Unienville: 108-97 2de ronde: W van UKR Koval: 111-105 3de ronde: V van PRK Kwon: 100-105 |

### Gewichtheffen
| Olympiër                 | Discipline | Resultaat | Prestatie                                                   |
| ------------------------ | ---------- | --------- | ----------------------------------------------------------- |
| Luz Mercedes Acosta      | -63kg (v)  | 8e        | trekken: 4de met 103kg stoten: 8ste met 120kg totaal: 223kg |
| Damaris Gabriela Aguirre | -75kg (v)  | Brons     | trekken: 5de met 109kg stoten: 2de met 136kg totaal: 245kg  |

### Gymnastiek
| Olympiër       | Discipline               | Resultaat | Prestatie                             |
| -------------- | ------------------------ | --------- | ------------------------------------- |
| Marisela Cantù | meerkamp individueel (v) | 56e       | kwalificatie: 56ste met 53,525 punten |

### Judo
| Olympiër         | Discipline | Resultaat | Prestatie |
| ---------------- | ---------- | --------- | --- |
| Arturo Martínez  | -100kg (m) | 21e       | 1ste ronde: V van CMR Moussima: yuko                                                                                             |
|                  |            |           | |
| Vanessa Zambotti | +78kg (v)  | 21e       | 1ste ronde: vrij 2de ronde: V van GBR Bryant: yuko kwartfinale: V van JPN Tsukada: ippon herkansingen: V van FRA Mondière: ippon |

### Kanovaren
| Olympiër                               | Discipline    | Resultaat | Prestatie                                                |
| -------------------------------------- | ------------- | --------- | -------------------------------------------------------- |
| Everardo Cristobal                     | C-1 1000m (m) | 13e       | serie 1: 6de in 4.15,280 halve finale 1: 6de in 4.04,267 |
| Dimas Camilo Cortes Everardo Cristobal | C-2 500m (m)  | 15e       | serie 1: 8ste in 1.54,090 halve finale: 9de in 1.48,853  |
| Dimas Camilo Cortes Everardo Cristobal | C-2 1000m (m) | 13e       | serie 1: 6de in 3.51,684 halve finale: 7de in 3.49,695   |
| Manuel Cortina                         | K-1 500m (m)  | 21e       | serie 4: 4de in 1.40,626 halve finale 1: 7de in 1.48,333 |
| Manuel Cortina                         | K-1 1000m (m) | 16e       | serie 1: 7de in 3.41,433 halve finale 2: 7de in 3.43,017 |

### Moderne vijfkamp
| Olympiër        | Discipline | Resultaat | Prestatie   |
| --------------- | ---------- | --------- | ----------- |
| Óscar Soto      | mannen     | 8e        | 5420 punten |
|                 |            |           |             |
| Marlene Sánchez | vrouwen    | 28e       | 5156 punten |

### Paardensport
| Olympiër                                                            | Discipline  | Resultaat | Prestatie |
| Dressuur                                                            | Dressuur    | Dressuur  | Dressuur |
| ------------------------------------------------------------------- | ----------- | --------- | --- |
| Bernadette Pujals                                                   | individueel | 9e        | Grand Prix: 12de met 69,25% Grand Prix Special: 6de met 71,000% Grand Prix freestyle: 11de met 72,35% totaal: 71,675% |
| Springconcours                                                      |             |           | |
| Antonio Chedraui                                                    | individueel | 50e       | kwalificatie: 22ste met 17 strafpunten                                                                                |
| Federico Fernández                                                  | individueel | 29e       | kwalificatie: 33ste met 24 strafpunten finale: 29ste met 12 strafpunten                                               |
| Enrique Gonzalez                                                    | individueel | 51e       | kwalificatie: 51ste met 25 strafpunten                                                                                |
| Alberto Michan                                                      | individueel | 29e       | kwalificatie: 47ste met 46 strafpunten finale: 29ste met 12 strafpunten                                               |
| Antonio Chedraui Federico Fernández Enrique Gonzalez Alberto Michan | team        | 9e        | 26 strafpunten |

### Roeien
| Olympiër                   | Discipline             | Resultaat | Prestatie |
| -------------------------- | ---------------------- | --------- | --- |
| Patrick Loliger            | skiff (m)              | 15e       | serie 5: 3de in 7.22,55 kwartfinale 2: 4de in 7.04,30 halve finale C/D: 1ste in 7.15,53 finale C: 3de in 7.03,97 |
|                            |                        |           | |
| Gabriela Huerta Lila Perez | lichte dubbel-twee (m) | 13e       | serie 1: 4de in 7.11,71 herkansingen: 4de in 7.41,97 finale C: 1ste in 7.17,21                                   |

### Schermen
| Olympiër        | Discipline | Resultaat | Prestatie                           |
| --------------- | ---------- | --------- | ----------------------------------- |
| Angélica Larios | sabel (v)  | 33e       | 1ste ronde: V van ESP Navarro: 4-15 |

### Schietsport
| Olympiër              | Discipline                 | Resultaat | Prestatie                                                |
| --------------------- | -------------------------- | --------- | -------------------------------------------------------- |
| Roberto José Elias    | 10m luchtgeweer (m)        | 25e       | kwalificatie: 25ste met 590 punten (98-98-98-100-96-100) |
| José Luis Sánchez     | 10m luchtgeweer (m)        | 24e       | kwalificatie: 24ste met 591 punten (99-99-97-99-98-99)   |
| Ariel Mauricio Flores | skeet (m)                  | 27e       | kwalificatie: 27ste met 111 punten (23-22-23-22-21)      |
|                       |                            |           |                                                          |
| Natalia Zamora        | 50m geweer 3 houdingen (m) | 36e       | kwalificatie: 36ste met 569 punten (97-96-96-94-91-95)   |

### Schoonspringen
| Olympiër                     | Discipline              | Resultaat | Prestatie                                                                                            |
| ---------------------------- | ----------------------- | --------- | --- |
| Yahel Castillo               | 3m plank (m)            | 13e       | voorronde: 3de met 480,65 punten halve finale: 4de met 504,55 punten finale: 7de met 462,10 punten   |
| Rommel Pacheco               | 10m toren (m)           | 8e        | voorronde: 9de met 465,45 punten halve finale: 9de met 453,80 punten finale: 8ste met 460,20 punten  |
| Germán Sánchez               | 10m toren (m)           | 22e       | voorronde: 22ste met 399,35 punten                                                                   |
|                              |                         |           | |
| Jashia Luna                  | 3m plank (v)            | 16e       | voorronde: 17de met 276,85 punten halve finale: 16de met 287,35 punten                               |
| Laura Sánchez                | 3m plank (v)            | 10e       | voorronde: 5de met 334,35 punten halve finale: 12de met 314,40 punten finale: 10de met 312,25 punten |
| Paola Espinosa               | 10m toren (v)           | 4e        | voorronde: 7de met 343,60 punten halve finale: 2de met 400,75 punten finale: 4de met 380,95 punten   |
| Tatiana Ortiz                | 10m toren (v)           | 5e        | voorronde: 6de met 345,70 punten halve finale: 5de met 349,50 punten finale: 5de met 343,60 punten   |
| Paola Espinosa Tatiana Ortiz | 10m toren synchroon (v) | Brons     | 330,06 punten                                                                                        |

### Synchroonzwemmen
| Olympiër                         | Discipline | Resultaat | Prestatie                                                                        |
| -------------------------------- | ---------- | --------- | -------------------------------------------------------------------------------- |
| Mariana Cifuentes Isabel Delgado | duet       | 19e       | technische routine: 19de met 42,334 punten vrije routine: 19de met 85,168 punten |

### Taekwondo
| Olympiër                   | Discipline | Resultaat | Prestatie |
| -------------------------- | ---------- | --------- | --- |
| Guillermo Pérez            | -58kg (m)  | Goud      | voorronde: W van GBR Harvey: 3-2 kwartfinale: W van AFG Nikpai: 2-1 halve finale: W van THA Khawlaor: 3-1 finale: W van DOM Mercedes: 1-1    |
| Idulio Islas               | -68kg (m)  | 11e       | voorronde: V van NGR Muhammad: 2-2 |
|                            |            |           | |
| María del Rosario Espinoza | +67kg (v)  | Goud      | voorronde: W van TUN Hamza: 4-0 kwartfinale: W van SWE Kedzierska: 4-2 halve finale: W van GBR Stevenson: 4-1 finale: W van NOR Solheim: 3-1 |

### Tafeltennis
| Olympiër     | Discipline    | Resultaat | Prestatie                                                    |
| ------------ | ------------- | --------- | ------------------------------------------------------------ |
| Yadira Silva | enkelspel (v) | 19e       | 1ste ronde: V van CRO Bakula: 0-4 (10-12, 8-11, 2-11, 8-11^) |

### Triatlon
| Olympiër          | Discipline | Resultaat | Prestatie      |
| ----------------- | ---------- | --------- | -------------- |
| Francisco Serrano | mannen     | 44e       | 1:54.46,09     |
|                   |            |           |                |
| Adriana Corona    | vrouwen    | DNF       | niet gefinisht |

### Volleybal
| Olympiër                      | Discipline | Resultaat | Prestatie |
| Beach                         | Beach      | Beach     | Beach |
| ----------------------------- | ---------- | --------- | --- |
| Bibiana Candelas Mayra García | vrouwen    | 44e       | groep F: 4de V van AUT Schwaiger/S Schwaiger: 0-2 (17-21, 10-21) W van GRE Arvaniti/Karantasiou: 2-1 (17-21, 21-16, 15-12) V van BRA Antunes/Ribeiro: 1-2 (21-18, 16-21, 8-15) herkansingen: V van NOR Håkedal/Tørlen: 1-2 (22-20, 12-21, 11-15) |

### Wielersport
| Olympiër             | Discipline       | Resultaat | Prestatie |
| -------------------- | ---------------- | --------- | --------- |
| Moises Aldape Chavez | wegwedstrijd (m) | 47e       | 6:28.08   |
|                      |                  |           |           |
| Alessandra Grassi    | wegwedstrijd (v) | 45e       | 3:36.35   |

### Worstelen
| Olympiër           | Discipline  | Resultaat   | Prestatie                            |
| Vrije stijl        | Vrije stijl | Vrije stijl | Vrije stijl                          |
| ------------------ | ----------- | ----------- | ------------------------------------ |
| Lawrence Langowski | -120kg (m)  | 20e         | kwalificatie: V van IRI Masoumi: 0-3 |

### Zeilen
| Olympiër           | Discipline       | Resultaat | Prestatie                                   |
| ------------------ | ---------------- | --------- | ------------------------------------------- |
| David Mier         | RS:X (m)         | 17e       | 130 punten: (16-5-17-6-12-29-23-22-4-25)    |
|                    |                  |           |                                             |
| Demita Vega        | RS:X (v)         | 23e       | 190 punten: (23-23-25-25-17-21-20-19-19-26) |
| Tania Elías Calles | laser radial (v) | 13e       | 107 punten: (27-25-29-13-15-16-7-3-1)       |

### Zwemmen
| Olympiër          | Discipline           | Resultaat | Prestatie                     |
| ----------------- | -------------------- | --------- | ----------------------------- |
| Juan Veloz        | 100m vlinderslag (m) | 45e       | serie 4: 5de in 53,58         |
| Juan Veloz        | 200m vlinderslag (m) | 23e       | serie 6: 8ste in 1.57,32 (NR) |
| Luis Escobar      | 10km open water (m)  | 18e       | 1:53.47,9                     |
|                   |                      |           |                               |
| Susana Escobar    | 400m vrije slag (v)  | 20e       | serie 3: 1ste in 4.11,99 (NR) |
| Susana Escobar    | 800m vrije slag (v)  | 18e       | serie 2: 1ste in 8.33,51 (NR) |
| Fernanda González | 100m rugslag (v)     | 35e       | serie 3: 6de in 1.02,76       |
| Fernanda González | 200m rugslag (v)     | 28e       | serie 2: 4de in 2.14,64       |
| Adriana Marmolejo | 100m schoolslag (v)  | 31e       | serie 3: 2de in 1.10,73 (NR)  |
| Adriana Marmolejo | 200m schoolslag (v)  | 22e       | serie 3: 2de in 2.28,10 (NR)  |
| Susana Escobar    | 400m wisselslag (v)  | 30e       | serie 2: 5de in 4.47,32 (NR)  |
| Imelda Martínez   | 10km open water (v)  | 20e       | 2:01.07,9                     |

Afghanistan · Albanië · Algerije · Amerikaanse Maagdeneilanden · Amerikaans-Samoa · Andorra · Angola · Antigua en Barbuda · Argentinië · Armenië · Aruba · Australië · Azerbeidzjan · Bahama's · Bahrein · Bangladesh · Barbados · België · Belize · Benin · Bermuda · Bhutan · Bolivia · Bosnië en Herzegovina · Botswana · Brazilië · Britse Maagdeneilanden · Bulgarije · Burkina Faso · Burundi · Cambodja · Canada · Centraal-Afrikaanse Republiek · Chili · China · Chinees Taipei · Colombia · Comoren · Congo-Brazzaville · Congo-Kinshasa · Cookeilanden · Costa Rica · Cuba · Cyprus · Denemarken · Djibouti · Dominica · Dominicaanse Republiek · Duitsland · Ecuador · Egypte · El Salvador · Equatoriaal-Guinea · Eritrea · Estland · Ethiopië · Fiji · Filipijnen · Finland · Frankrijk · Gabon · Gambia · Georgië · Ghana · Grenada · Griekenland · Groot-Brittannië · Guam · Guatemala · Guinee · Guinee‑Bissau · Guyana · Haïti · Honduras · Hongarije · Hongkong · Ierland · IJsland · India · Indonesië · Irak · Iran · Israël · Italië · Ivoorkust · Jamaica · Japan · Jemen · Jordanië · Kaaimaneilanden · Kaapverdië · Kameroen · Kazachstan · Kenia · Kirgizië · Kiribati · Koeweit · Kroatië · Laos · Lesotho · Letland · Libanon · Liberia · Libië · Liechtenstein · Litouwen · Luxemburg · Macedonië · Madagaskar · Malawi · Malediven · Maleisië · Mali · Malta · Marshalleilanden · Marokko · Mauritanië · Mauritius · Mexico · Micronesië · Moldavië · Monaco · Mongolië · Montenegro · Mozambique · Myanmar · Namibië · Nauru · Nederland · Nederlandse Antillen · Nepal · Nicaragua · Nieuw-Zeeland · Niger · Nigeria · Noord-Korea · Noorwegen · Oeganda · Oekraïne · Oezbekistan · Oman · Oostenrijk · Oost‑Timor · Pakistan · Palau · Palestina · Panama · Papoea-Nieuw-Guinea · Paraguay · Peru · Polen · Portugal · Puerto Rico · Qatar · Roemenië · Rusland · Rwanda · Saint Kitts en Nevis · Saint Lucia · Saint Vincent en Grenadines · Salomonseilanden · Samoa · San Marino · Sao Tomé en Principe · Saoedi-Arabië · Senegal · Servië · Seychellen · Sierra Leone · Singapore · Slovenië · Slowakije · Soedan · Somalië · Spanje · Sri Lanka · Suriname · Swaziland · Syrië · Tadzjikistan · Tanzania · Thailand · Togo · Tonga · Trinidad en Tobago · Tsjaad · Tsjechië · Tunesië · Turkije · Turkmenistan · Tuvalu · Uruguay · Vanuatu · Venezuela · Verenigde Arabische Emiraten · Verenigde Staten · Vietnam · Wit-Rusland · Zambia · Zimbabwe · Zuid-Afrika · Zuid-Korea · Zweden · Zwitserland
Uitgesloten van deelname: Brunei